# 蘿拉·貝莉
蘿拉·道恩·貝莉（英語：Laura Dawn Bailey，1981年5月28日—），是一位美國女配音員，以配音電玩遊戲而聞名，包括《魔獸世界》的珍娜·普勞德摩爾（Jaina Proudmoore）、2013年的電玩遊戲《生化奇兵：無限之城》、《上古卷軸V：無界天際》的吸血鬼公主瑟拉娜（Serana）、2012年的電玩遊戲《惡靈古堡6》的海倫娜·哈柏 （Helena Harper）、2016年的電玩遊戲《秘境探險4：盜賊末路》的反派角色娜汀·羅斯 （Nadine Ross）、2020年的電玩遊戲《最后生还者2》的艾比（Abby）和2010 (原版) 和2021年 (重制版) 《尼尔》的凯宁（Kainé）等。2015年她也參與網路電視劇《Critical Role》。 
貝莉除了為遊戲配音以外，還曾為動畫電影配音如2008年的《惡靈古堡：惡化》的安潔拉·米勒（Angela Miller）。

## 生平
貝莉生於密西西比州的比洛克西，畢業於美國德克薩斯州普萊諾的科林學院。貝莉於1987年開始配音，並在美國動漫和視頻遊戲和日本動漫及電玩遊戲做出配音貢獻，讓貝莉在配音界廣受到歡迎。
贝莉在2020年电子游戏《最后生还者2》中为主角之一的艾比（Abby）配音，获得了2020年游戏大奖的“最佳演出”奖。

## 個人生活
2007年貝莉搬到洛杉磯，2011年9月25日，貝莉與同配音員崔維斯·威靈漢結婚，生了一個兒子羅寧，羅寧於2018年6月28日出生。

## 外部連結
- 蘿拉·貝莉在互联网电影资料库（IMDb）上的資料（英文）
- 蘿拉·貝莉的X（前Twitter）
- 蘿拉·貝莉的Instagram帳戶
- 蘿拉·貝莉[永久]的官網